# Kozojídky
Kozojídky (en allemand : Klein Kosojed) est une commune du district de Hodonín, dans la région de Moravie-du-Sud, en République tchèque. Sa population s'élevait à 512 habitants en 2020.

## Géographie
Kozojídky se trouve à 4 km au sud-sud-est de Veselí nad Moravou, à 22 km à l'est-nord-est de Hodonín, à 66 km à l'est-sud-est de Brno et à 250 km à l'est-sud-est de Prague.
La commune est limitée par Veselí nad Moravou au nord et à l'est, par Hroznová Lhota au sud-est, par Žeraviny au sud-ouest, et par Vnorovy à l'ouest.

## Histoire
La première mention écrite de la localité date de 1490.